# Yasui Tetsu

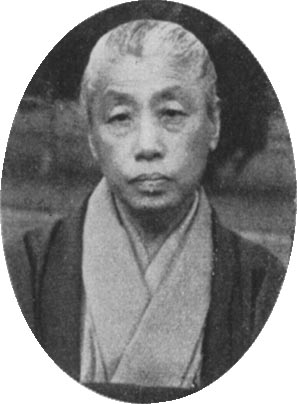
Yasui Tetsu

Yasui Tetsu (安井てつ  24 tháng 3, 1870 – 2 tháng 12, 1945) là một nhà giáo và nhà văn người Nhật Bản. Bà là trưởng khoa đầu tiên của Đại học Nữ giới Kitô giáo Tokyo và là chủ tịch thứ hai của ngôi trường này.

## Tiểu sử

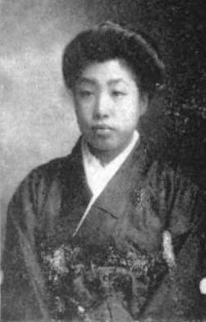
Yasui Tetsui trong một ấn phẩm năm 1923

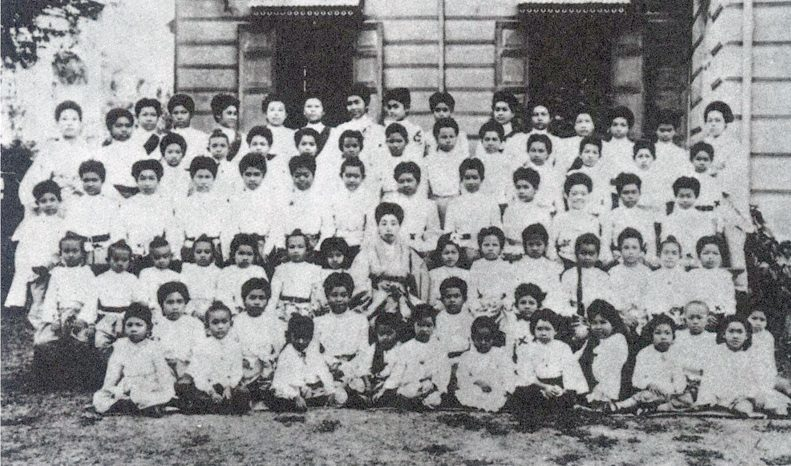
Yasui Tetsu (giữa) cùng với học sinh trường Rajini, Thái Lan khoảng 1904-1906

Yasui sinh năm 1870 tại Tokyo. Cha của bà là một người huấn luyện sử dụng vũ khí cho Doi Toshimoto, một daimyō của phiên Koga. Bà được nuôi dưỡng bởi ông bà nội:138 của bà ở Hongō, Tokyo, Yasui đã học tại Trường Sư phạm Tokyo và tốt nghiệp năm 1890. Sau khi tốt nghiệp, bà dạy học tại Trường Phụ nữ trong vài năm trước khi chuyển sang vị trí giảng dạy tại Trường Bình đẳng tỉnh Iwate.
Năm 1897, Yasui nhận được học bổng của Bộ Giáo dục Nhật Bản để theo học Đại học Cambridge chuyên ngành nghiên cứu lịch sử giáo dục và tâm lý học, dưới thời hiệu trưởng Elizabeth Phillips Hughes tại Hughes Hall. Bà trở lại Nhật Bản vào năm 1900 và bắt đầu theo Cơ đốc giáo. Từ năm 1904 đến 1907, bà sống tại Bangkok, Thái Lan, nơi đó bà làm hiệu trưởng của trường nữ sinh Rajini. Bà tới Anh một lần nữa vào năm 1907 để học chương trình của Đại học Wales cho đến năm 1909. Sau đó, bà quay về Tokyo, ở đó bà dạy ở Gakushūin (Trường của Peeresses) và Trường Anh ngữ của Umeko Tsuda từ năm 1909 đến 1910. Bà đã quay lại giảng dạy tại Trường Nữ giới Tokyo từ năm 1910 đến 1918. Trong thời gian này, bà đã viết hơn 100 bài báo, một số cho các ấn phẩm định kỳ dành cho Kitô hữu và trong đó có ấn bản định kỳ hàng tháng có tên là Tosokai (Thế giới Phụ nữ Mới) cùng với Ebina Miya về các vấn đề của phụ nữ.
Khi Đại học Nữ giới Kitô giáo Tokyo được thành lập vào năm 1918, Yasui được bổ nhiệm làm trưởng khoa đầu tiên. Năm năm sau, cô kế nhiệm Nitobe Inazō trở thành chủ tịch thứ hai của trường đại học. Yasui giữ chức chủ tịch trong 17 năm cho đến khi nghỉ hưu vào năm 1940. Bà chỉ nghỉ hưu một thời gian ngắn, vào năm 1942 bà trở thành hiệu trưởng của Toyo Eiwa Jogakuin, một trường nữ sinh do các nhà truyền giáo Canada thành lập.

## Di sản
Yasui là nữ chủ tịch đại học Nhật Bản đầu tiên. Nhà hoạt động nữ quyền Yamakawa Kikue, người được Yasui dạy ở Trường Sư phạm Tokyo, đã nhắc tới Yasui như một người có ảnh hưởng và ca ngợi bà vì những đóng góp của bà cho phong trào nữ giới ở Nhật Bản.